# Tony Schwartz (Autor)
Tony Schwartz (* 2. Mai 1952) ist ein US-amerikanischer Journalist. Im Auftrag des späteren US-Präsidenten Donald Trump schrieb er von 1985 bis 1987 als Ghostwriter das Buch Trump: The Art of the Deal (deutsch: Trump: Die Kunst des Erfolges).

## Leben
Tony Schwartz ist ein Sohn des Mediziners Irving Schwartz und der Aktivistin Felice Schwartz. Er studierte American Studies an der University of Michigan und machte 1974 seinen Abschluss. Schwartz war Kolumnist für die New York Post, Redakteur bei Newsweek, Reporter für The New York Times und Redakteur bei den Magazinen New York und Esquire.
Ab 1985 arbeitete er für den Unternehmer Donald Trump und schrieb, ohne dessen Zutun, das Buch Trump: The Art of the Deal, für das Trump und Schwartz als Autoren genannt werden. Es erschien im November 1987. Für die Recherchen zu dem Buch hielt sich Schwartz eineinhalb Jahre in Trumps unmittelbarer Nähe auf. Das Buch war dreizehn Wochen auf Platz 1 der von der New York Times ermittelten Bestsellerliste und wurde dort 48 Wochen aufgeführt. Der Verlag Random House zahlte 500.000 US-Dollar für das Manuskript, die sich die beiden Autoren teilten. Auch die Tantiemen teilten sich Trump und Schwartz. Laut Politifact wurden bis 2015 ungefähr eine Million Exemplare verkauft, das war noch vor Trumps Bekanntgabe einer Präsidentschaftskandidatur.
Schwartz distanzierte sich später von Trump und dessen politischen und gesellschaftlichen Ansichten und schätzt aus seiner Kenntnis die Person Trump als problematisch und nicht geeignet für das Präsidentenamt ein. Am 31. Oktober 2016, acht Tage vor der Präsidentschaftswahl gab Schwartz der BBC ein Interview, in dem er äußerte, dass er in gewisser Weise eine Version von Donald Trump erschaffen habe, die ein Bild zeichne, das viel zu positiv sei („I created a version of Donald Trump that is far more appealing than he actually is.“). Trump sei ein „Soziopath“, der sich nicht darum kümmere, ob die Aussagen, die er von sich gebe, wahr oder falsch seien. Besonders irritiert zeigte sich Schwartz von dem Umstand, dass Trump seine Kandidatur im Juli 2015 mit den Worten „We need a leader that wrote The Art of the Deal“ angekündigt hatte – obwohl doch er, Schwartz, jedes einzelne Wort dieses Buches geschrieben habe. Wenn Trump zum Präsidenten gewählt werde, was er nicht glaube, werde er mit Sicherheit mit seiner Familie die Vereinigten Staaten verlassen.
Schwartz schrieb 1995 das Buch What Really Matters: Searching for Wisdom in America und 1998 zusammen mit Michael Eisner, dem seinerzeitigen CEO von The Walt Disney Company, dessen Buch Work in Progress. Er veröffentlichte mehrere Bücher zu Managementthemen und  Essays im Harvard Business Review.

## Veröffentlichungen (Auswahl)
- mit Donald Trump: Trump: The Art of the Deal. Random House, New York 1987.
  - Trump, die Kunst des Erfolges. Heyne, München 1988, ISBN 978-3-453-02480-9; Taschenbuchausgabe ebd. 1990, ISBN 978-3-453-04005-2.
- What Really Matters: Searching for Wisdom in America. Bantam Books, New York 1995, ISBN 978-0-553-09398-8.
  - Was wirklich zählt. Auf der Suche nach Weisheit und Lebenssinn heute. Droemer Knaur, München 1996, ISBN 978-3-426-86097-7.
- mit Michael Eisner: Work in progress. Random House, New York 1998, ISBN 978-0-375-50071-8.
  - Michael D. Eisner: „Disney ist jeden Tag ein Abenteuer“. Stationen einer Karriere. Übersetzung von Bernhard Liesen und Erwin Unkrieg. Heyne, München 1999, ISBN 978-3-453-12933-7; erweiterte Taschenbuchausgabe: Von der Micky Maus zum Weltkonzern. Der Disney-Chef über sein Erfolgsrezept. ebd. 2000, ISBN 978-3-453-17263-0.
- mit Jim Loehr: The Power of Full Engagement: Managing energy, not time, is the key to high performance and personal renewal. Free Press, New York 2003, ISBN 978-0-7432-2674-5.
  - Die Disziplin des Erfolgs. Von Spitzensportlern lernen – Energie richtig managen. Econ, München 2003, ISBN 978-3-430-18203-4
- mit Jean Gomes & Catherine McCarthy: The Way We're Working Isn’t Working: The Four Forgotten Needs That Energize Great Performance. Free Press, New York 2010, ISBN 978-1-4391-2766-7.
- mit Jean Gomes & Catherine McCarthy: Be Excellent at Anything: The Four Keys to Transforming the Way We Work and Live. Free Press, New York 2010, ISBN 978-1-84983-432-2.